# Forever Yours
«Forever Yours» (Назавжди твій) — пісня, записана Alex Day та Чарлі Макдонелом. Як сингл була видана 10 листопада 2011 року і посіла 36 сходинку у UK Singles Chart. У грудні 2011 року був представлений відеокліп.

## Відео
Відео починається з того, як Чарлі Макдонел читає книгу над могилою Alex Day, який потім встає у вигляді зомбі, що починають розмножуватись. Після цього показано сюжет з перевтіленням Alex Day у супергероя та порятунком жінки, в якої вкрали сумку. В середині відео Чарлі та Алекс разом переглядають зйомку відео з «зомбі», після чого вони вирішують знову згадати ті враження та починають відстрілювати зомбі, що поступово з'являються. Наприкінці відео Дей та Макдонел злітають угору разом (що є символом неперервності дружби).
Головною темою пісні за словами Alex Day є нерозривна дружба і він «просто хотів передати у відео кумедні моменти перебування з товаришами».
Через місяць після розміщення відео набрало 3 мільйони переглядів.

## Чарти
| Чарт (2011)                                   | Позиція |
| --------------------------------------------- | ------- |
| Canada (Canadian Hot 100)                     | 79      |
| Ірландія (IRMA)                               | 20      |
| Нідерланди (Mega Single Top 100)              | 99      |
| Шотландія (Official Charts Company)           | 4       |
| Велика Британія (UK Indie Chart)              | 2       |
| Велика Британія (Official Charts Company)     | 4       |
| US Bubbling Under Hot 100 Singles (Billboard) | 7       |